# 고양이 (드라마)
《고양이》(猫 네코[*])는 2020년 11월 14일(13일 심야)부터 매주 토요일 새벽 12시 52분 ~ 1시 23분에 TV 도쿄 계열 심야 드라마 방송 시간대인 ‘드라마 25’에서 방송되고 있는 일본의 드라마이다. 주연은 코니시 사쿠라코와 마에다 오시로이다.
뇌종양을 앓고 시한부 선고를 받고 스스로 죽음을 하려는 여성과 꿈이나 희망을 가지지 않고 매일매일을 보내는 남성이 고양이를 통해서 만나며 커플이 된 두 사람의 ‘평솨와 같이 귀갓길’을 통해서 그려지는 러브 스토리이다. 싱어송라이터인 아이묭이 댄스 록 밴드인 DISH//에게 노래를 제공한 〈猫 / 노래〉를 원안으로 하고 있다.

## 등장 인물
- 코니시 사쿠라코 : 카네코 미네코(金子みねこ) 역

펫 살롱에서 근무하고 있다. 고양이를 매우 좋아하지만 고양이 알러지가 있다.
뇌종양을 앓고 있으며 의사에게서 시한부 선고를 받고 있다.
- 마에다 오시로 : 아마네 코지(天音光司) 역

프리터.
부모에게는 비밀로 대학을 중퇴한 탓에 집에서 쫓겨난다. 하고 싶은 것을 찾지 못하고 아무렇지 않게 살아가고 있다.
- 사카이 와카나 : 토키(トキ) - 스낵의 마마
- 요시자와 히사시 : 나오토(ナオト) - 미용사
- 시부카와 키요히코 : 미요시 히로시(三吉ひろし) - 생선 가게의 점주
- 이시다 히카리 : 아마네 나오미(天音直未) - 코지의 엄마

## 방송 일정
| #     | 날짜      | 날짜         |
| #     | TV 도쿄   | 도라마코리아 |
| ----- | --------- | ------------ |
| 제1화 | 11월 14일 | 11월 18일    |
| 제2화 | 11월 21일 | 11월 25일    |